# Yambuku
Yambuku este o localitate mică în partea de nord a teritoriului Bumba, Republica Democratică Congo (fostul Zair).
Este situată la aproximativ șapte kilometri de Yandongi  și la 1098 km nord-est de capitala Kinshasa.
În 1976 a fost centrul epidemiei de febră hemoragică Ebola.